# 畑田真輝
畑田 真輝（はただ なおき、1990年9月11日 - ）は、千葉県松戸市出身の元サッカー選手。

## 来歴
柏レイソルの下部組織出身。U-12時代から同クラブに所属している（2008年のみ別チーム）輪湖直樹は1年先輩であり、またU-15、U-18の時代の同期に工藤壮人、比嘉厚平、山崎正登、武富孝介、仙石廉、酒井宏樹、島川俊郎、指宿洋史がいる。
2009年、ヴァンフォーレ甲府に入団。2011年、ブラウブリッツ秋田へ1年の期限付き移籍。2012年シーズン終了後、甲府を退団。
2013年、当時JFL所属のAC長野パルセイロへ移籍。リーグ戦29試合に出場し、チームのリーグ優勝に貢献した。
2015年、ガイナーレ鳥取へ完全移籍。主力選手としてリーグ戦34試合に出場した。
2016年、ブラウブリッツ秋田へ完全移籍 して5年ぶりの加入となったが、同シーズンをもって契約を満了。
2017年1月10日、現役引退を発表。

## 所属クラブ
ユース経歴
- 1996年 - 1999年 新松戸サッカークラブ
- 2000年 - 2002年 柏レイソルU-12 (松戸市立馬橋北小学校)
- 2003年 - 2005年 柏レイソルU-15 (松戸市立新松戸南中学校)
- 2006年 - 2008年 柏レイソルU-18 (千葉県立柏中央高等学校)

プロ経歴
- 2009年 - 2012年  ヴァンフォーレ甲府
  - 2011年  ブラウブリッツ秋田 (期限付き移籍)
- 2013年 - 2014年  AC長野パルセイロ
- 2015年  ガイナーレ鳥取
- 2016年  ブラウブリッツ秋田

## 個人成績
| 国内大会個人成績 | 国内大会個人成績 | 国内大会個人成績 | 国内大会個人成績 | 国内大会個人成績 | 国内大会個人成績 | 国内大会個人成績 | 国内大会個人成績 | 国内大会個人成績 | 国内大会個人成績 | 国内大会個人成績 | 国内大会個人成績 |
| 年度             | クラブ           | 背番号           | リーグ           | リーグ戦         | リーグ戦         | リーグ杯         | リーグ杯         | オープン杯       | オープン杯       | 期間通算         | 期間通算         |
| 年度             | クラブ           | 背番号           | リーグ           | 出場             | 得点             | 出場             | 得点             | 出場             | 得点             | 出場             | 得点             |
| 日本             | 日本             | 日本             | 日本             | リーグ戦         | リーグ戦         | リーグ杯         | リーグ杯         | 天皇杯           | 天皇杯           | 期間通算         | 期間通算         |
| ---------------- | ---------------- | ---------------- | ---------------- | ---------------- | ---------------- | ---------------- | ---------------- | ---------------- | ---------------- | ---------------- | ---------------- |
| 2009             | 甲府             | 26               | J2               | 0                | 0                | -                | -                | 1                | 0                | 1                | 0                |
| 2010             | 甲府             | 26               | J2               | 1                | 0                | -                | -                | 1                | 1                | 2                | 1                |
| 2011             | 秋田             | 4                | JFL              | 32               | 4                | -                | -                | 2                | 0                | 34               | 4                |
| 2012             | 甲府             | 28               | J2               | 5                | 1                | -                | -                | 1                | 0                | 6                | 1                |
| 2013             | 長野             | 11               | JFL              | 29               | 6                | -                | -                | 3                | 1                | 32               | 7                |
| 2014             | 長野             | 11               | J3               | 15               | 6                | -                | -                | 1                | 0                | 16               | 6                |
| 2015             | 鳥取             | 6                | J3               | 34               | 7                | -                | -                | 1                | 0                | 35               | 7                |
| 2016             | 秋田             | 18               | J3               | 4                | 0                | -                | -                | 0                | 0                | 4                | 0                |
| 通算             | 日本             | 日本             | J2               | 6                | 1                | -                | -                | 3                | 1                | 9                | 2                |
| 通算             | 日本             | 日本             | J3               | 53               | 13               | -                | -                | 2                | 0                | 55               | 13               |
| 通算             | 日本             | 日本             | JFL              | 61               | 10               | -                | -                | 5                | 1                | 66               | 11               |
| 総通算           | 総通算           | 総通算           | 総通算           | 120              | 24               | -                | -                | 10               | 2                | 130              | 26               |

その他の公式戦
- 2014年
  - J2・J3入れ替え戦 1試合0得点

### 出場歴
- Jリーグ初出場 - 2010年11月28日 J2第37節 水戸ホーリーホック戦（ケーズデンキスタジアム水戸）
- Jリーグ初得点 - 2012年9月23日 J2第35節 ギラヴァンツ北九州戦（北九州市立本城陸上競技場）

## 略歴
アマチュア
- 柏レイソルU-12

第26回全日本少年サッカー大会：3位
- 柏レイソルU-15

ナイキプレミアカップジャパン2004：優勝
- 柏レイソルU-18

Jユースカップ2007：準優勝
2008年日本クラブユースサッカー選手権：準優勝